# WordPress.com
WordPress.com là một nền tảng blog nổi tiếng, thuộc sở hữu của Automattic. Nó là phiên bản tùy chỉnh của phần mềm mã nguồn mở WordPress. Trang web này cung cấp dịch vụ lưu trữ blog miễn phí cho người dùng và vận hành thông qua phương thức nâng cấp trả phí, dịch vụ "VIP" và quảng cáo.

## Lịch sử
Trang web được mở để kiểm thử beta vào ngày 08 tháng 8 năm 2005 và mở chính thức vào ngày 21 tháng 11 năm 2005. Ban đầu, nó được tung ra như là một dịch vụ chỉ cho phép đăng ký thông qua thư mời. Ở một giai đoạn khác, nó cho phép mở tài khoản bởi người dùng của trình duyệt web Flock.
Không cần đăng ký vẫn có thể đọc hoặc bình luận trên blog được lưu trữ trên trang này, ngoại trừ trường hợp chủ sở hữu blog có tùy chọn khác. Việc đăng ký là bắt buộc để tạo trang và đăng bài viết trong blog. Tất cả các tính năng cơ bản của trang web đều được sử dụng miễn phí. Tuy nhiên, một số tính năng cao cấp (bao gồm trình biên tập CSS, ánh xạ tên miền, đăng ký tên miền, loại bỏ quảng cáo, chuyển hướng trang web, tải lên video, và nâng cấp lưu trữ) thì phải trả phí.
Tháng 9 năm 2010, dịch vụ blog Windows Live Spaces của Microsoft thông báo đóng cửa và Microsoft đã hợp tác với WordPress.com cho dịch vụ blog.
Tháng 12 năm 2019, WordPress.com cung cấp quyền truy cập SFTP và PHPMyAdmin cho gói Business và eCommerce.
Năm 2021, 41% trang web trên internet được dựng bằng WordPress và hơn 70 triệu bài đăng mới và 77 triệu lượt bình luận mỗi tháng.

## Quảng cáo
Các trang sử dụng gói dịch vụ miễn phí WordPress.com thỉnh thoảng sẽ xuất hiện quảng cáo. Để loại bỏ quảng cáo, người dùng cần thuê gói nâng cấp giá thấp nhất khoảng $4 mỗi tháng.

## Kiểm duyệt
Tháng 8 năm 2007, Adnan Oktar, một nhà sáng tạo người Thổ Nhĩ Kỳ, đã kiện tại một tòa án Thổ Nhĩ Kỳ để yêu cầu ngăn chặn tất cả người Thổ Nhĩ Kỳ truy cập Internet tới WordPress.com. Luật sư của anh ta lập luận rằng blog trên WordPress.com chứa nội dung bôi nhọ Oktar và các đồng nghiệp của anh mà nhân viên WordPress.com không chịu loại bỏ những nội dung đó.
WordPress.com bị chặn tại Trung Quốc, nhưng cũng giống như các trang web khác, nó liên tục bị chặn và bỏ chặn.
Matt Mullenweg nhận xét: "WordPress.com ủng hộ tự do ngôn luận và không ngăn cấm mọi người vì 'những suy nghĩ và ý tưởng khó chịu', trên thực tế chúng tôi đang bị chặn ở một số nước vì điều đó."
Tháng 8 năm 2018, WordPress.com đã xóa một số trang cho rằng vụ thảm sát Trường tiểu học Sandy Hook là một trò lừa bịp.

## Chính trị
Trước thềm cuộc khảo sát bưu chính về Luật Hôn Nhân Úc năm 2017, một biểu ngữ cầu vồng đã được đặt ở đầu mục Đọc WordPress. Điều này cũng từng được thực hiện vào tháng 6 năm 2015, để kỷ niệm việc Tòa án Tối cao Hoa Kỳ phán quyết rằng hôn nhân đồng giới là một quyền theo hiến pháp.

## WordPress.com và WordPress.org
Do có tên tương tự, WordPress.com và WordPress.org thường bị nhầm lẫn với nhau. Sự khác biệt chính là WordPress.org là dự án nguồn mở để tạo ra phần mềm WordPress, trong khi WordPress.com cung cấp dịch vụ lưu trữ freemium sử dụng phần mềm WordPress. Phần mềm WordPress có thể tự lưu trữ hoặc lưu trữ với sự trợ giúp trên bất kỳ trang web hoặc máy chủ nào. Trong khi WordPress.com chỉ đơn giản là một nhà cung cấp dịch vụ lưu trữ phần mềm WordPress.
WordPress.com cung cấp nhiều dịch vụ mà bình thường cần làm thủ công, như lưu trữ WordPress, cập nhật bảo mật và bảo trì máy chủ.